# Терморефрактометрія
Терморефрактометрія (англ. thermorefractometry) — метод, заснований на вимірюванні показника заломлення певної речовини (чи продукту її реакції), як функції температури, яка змінюється за спеціальною програмою.

## Інтернет-ресурси
- thermorefractometry in Chinese